# چامپا
چامپا یا پادشاهی چام (خمر: ចាម្ប៉ា) به مجموعه‌ای از جوامع و حکومت‌های مستقل گفته می‌شود که از حدود سده ۲ میلادی تا سده ۱۹ (۱۸۳۲) قبل از پیوستن به دولت مرکزی ویتنام در جنوب و مرکز ویتنام امروزی وجود داشتند. پادشاهی چام حکومتی شناخته شده بود و مردمان چام که امروزه به زبان چامی صحبت می‌کنند بازماندگان حکومت چام هستند.
هندوئیسم مرام اخلاقی عمومی پادشاهی چامپا بود.

## بخش‌های چامپا
پادشاهی چامپا دارای ۵ ولیعهدی بوده است:
- ایندراپورا با مرکزیت ایندرا
- آماراواتی
- ویجایا
- کائوتارا
- پاندورانگا